# RTOP-406 Ante Banina
RTOP-406 Ante Banina je raketna topovnjača klase Končar izgrađena 1979. za potrebe jugoslavenske ratne mornarice. Ime je dobila po narodnom heroju Anti Banini.
Raspadom SFRJ topovnjača je odvezena u Crnu Goru u sastavu čije mornarica se i danas nalazi.